# James Dwight
James Dwight (ur. 14 lipca 1852 w Paryżu, zm. 13 lipca 1917 w Mattapoisett) – amerykański tenisista, pionier tenisa amerykańskiego, pięciokrotny zwycięzca mistrzostw USA w grze podwójnej, działacz sportowy.

## Kariera tenisowa
Dwight, z wykształcenia lekarz po studiach na Harvardzie, nazywany jest "ojcem tenisa amerykańskiego". Niewykluczone, że to właśnie on jako pierwszy Amerykanin stoczył w kraju mecz tenisowy, kiedy rozegrał spotkanie z kuzynem Fredem Searsem w Nahant (Massachusetts) w 1874 roku. Dwa lata później zorganizował w Nahant turniej tenisowy i został jego zwycięzcą. Jego syn, Richard, również był lekarzem i tenisistą, aktywnym w życiu turniejowym do późnej starości.
W 1881 roku Dwight był w gronie założycieli federacji amerykańskiej (United States National Lawn Tennis Association), organizował pierwsze mistrzostwa USA (obecne US Open), wówczas na kortach trawiastych w Newport, a w 1900 roku zajmował się organizacją pierwszego spotkania o Puchar Davisa na kortach Longwood Cricket Club w Bostonie. Przez 21 lat pełnił funkcję prezydenta U.S. National Lawn Tennis Association, po raz pierwszy w latach 1882–1884, potem w latach 1894–1911.
Dwight odnosił sukcesy również jako tenisista. Po wprowadzeniu rankingu krajowego w 1885 roku przez dwa pierwsze lata zajmował pozycję wicelidera, za Richardem Searsem. W trzeciej edycji mistrzostw USA w 1883 roku doszedł do finału, w którym przegrał z Searsem. Dwight stworzył z Searsem udaną parę deblową, która triumfowała w mistrzostwach USA pięć razy, w 1882, 1883, 1884, 1886 i 1887 roku.
W 1884 roku Dwight był obok Searsa i A. L. Rivesa jednym z pierwszych amerykańskich reprezentantów na Wimbledonie. Para Dwight–Sears osiągnęła ponadto półfinał wimbledoński w deblu, przegrywając z Ernestem i Williamem Renshawami. W 1885 roku doszedł do półfinału turnieju, w którym przegrał z Herbertem Lawfordem.
W 1955 roku, jako jeden z pierwszych, został wpisany do międzynarodowej tenisowej galerii sławy.

### Finały w turniejach wielkoszlemowych

#### Gra pojedyncza (0–1)
| Końcowy wynik | Nr | Data | Turniej                              | Nawierzchnia | Przeciwnik    | Wynik finału  |
| ------------- | -- | ---- | ------------------------------------ | ------------ | ------------- | ------------- |
| Finalista     | 1. | 1883 | U.S. National Championships, Newport | Trawiasta    | Richard Sears | 2:6, 0:6, 7:9 |

#### Gra podwójna (5–0)
| Końcowy wynik | Nr | Data | Turniej                              | Nawierzchnia | Partner       | Przeciwnicy                             | Wynik finału            |
| ------------- | -- | ---- | ------------------------------------ | ------------ | ------------- | --------------------------------------- | ----------------------- |
| Zwycięzca     | 1. | 1882 | U.S. National Championships, Newport | Trawiasta    | Richard Sears | Crawford Nightingale George Smith       | 6:2, 6:4, 6:4           |
| Zwycięzca     | 2. | 1883 | U.S. National Championships, Newport | Trawiasta    | Richard Sears | Arthur Newbold Alexander Van Rensselaer | 6:0, 6:2, 6:2           |
| Zwycięzca     | 3. | 1884 | U.S. National Championships, Newport | Trawiasta    | Richard Sears | Walter Berry Alexander Van Rensselaer   | 6:4, 6:1, 8:10, 6:4     |
| Zwycięzca     | 4. | 1886 | U.S. National Championships, Newport | Trawiasta    | Richard Sears | Howard Taylor Godfrey Binley            | 7:5, 5:7, 7:5, 6:4      |
| Zwycięzca     | 5. | 1887 | U.S. National Championships, Newport | Trawiasta    | Richard Sears | Howard Taylor Henry Slocum              | 6:4, 3:6, 2:6, 6:3, 6:3 |